# Haania aspera
Haania aspera es una especie de mantis de la familia Thespidae.

## Distribución geográfica
Se encuentra en Nueva Guinea y las  islas Filipinas.